# Turkisk drakblomma
Turkisk drakblomma (Dracocephalum moldavica) är en kransblommig växtart som beskrevs av Carl von Linné. Enligt Catalogue of Life ingår Turkisk drakblomma i släktet drakblommor och familjen kransblommiga, men enligt Dyntaxa är tillhörigheten istället släktet drakblommor och familjen kransblommiga. Arten förekommer tillfälligt i Sverige, men reproducerar sig inte. Inga underarter finns listade i Catalogue of Life.

## Bildgalleri

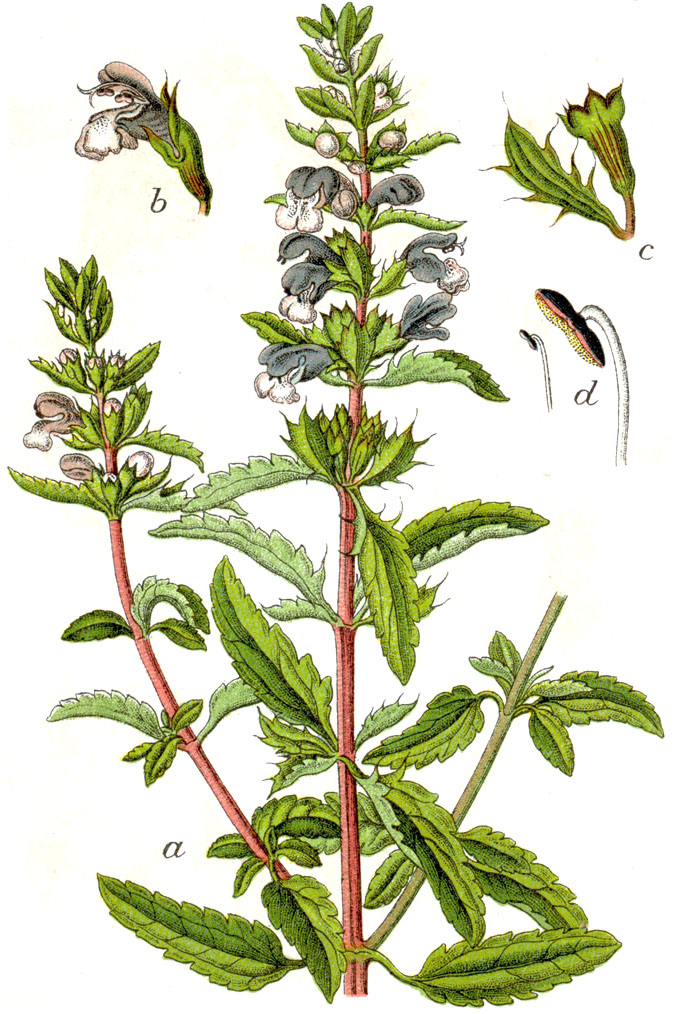
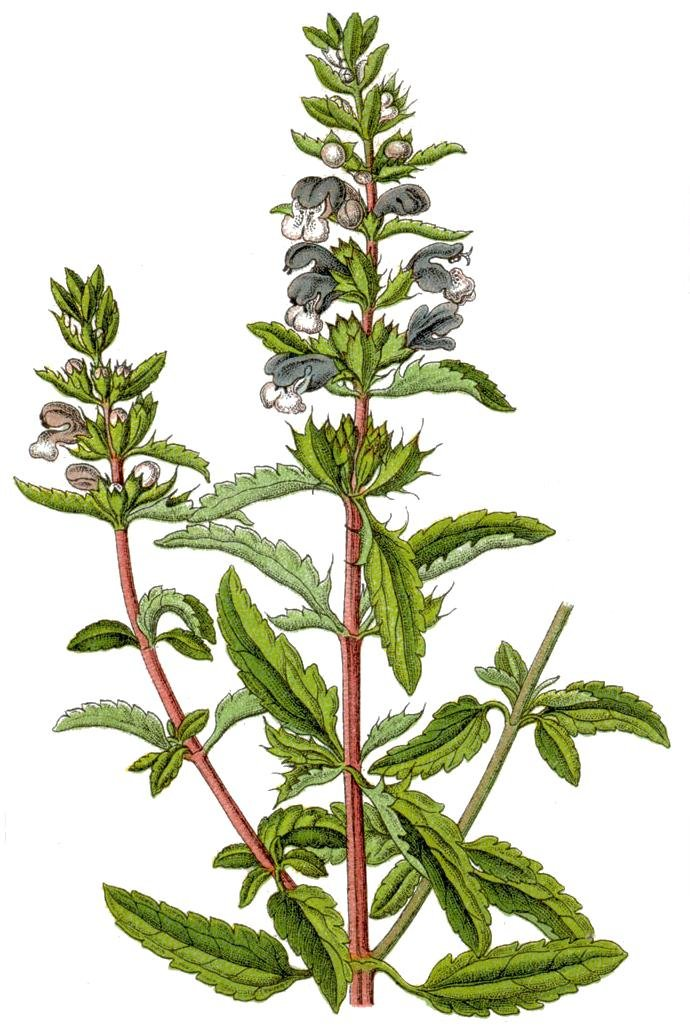
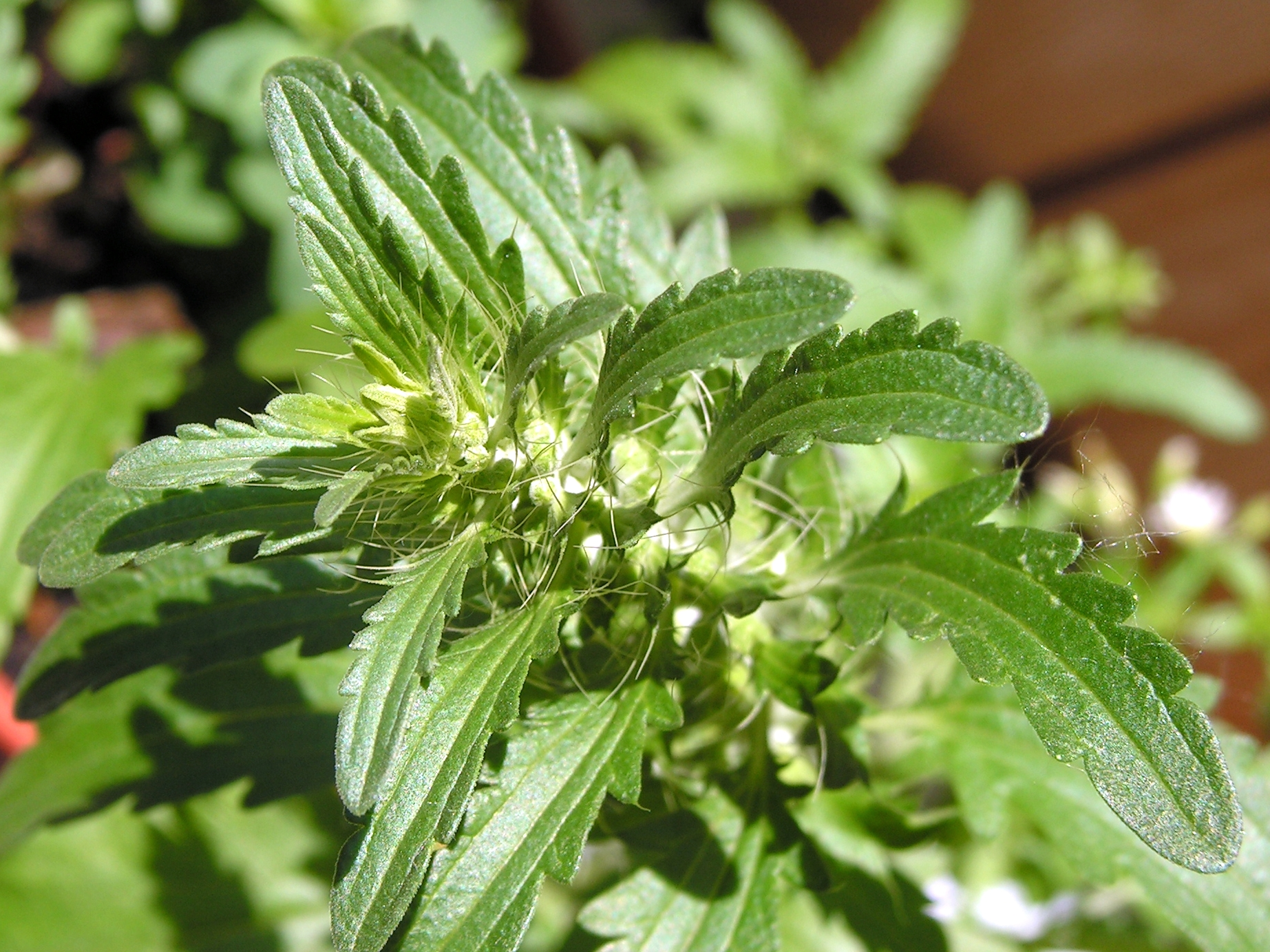
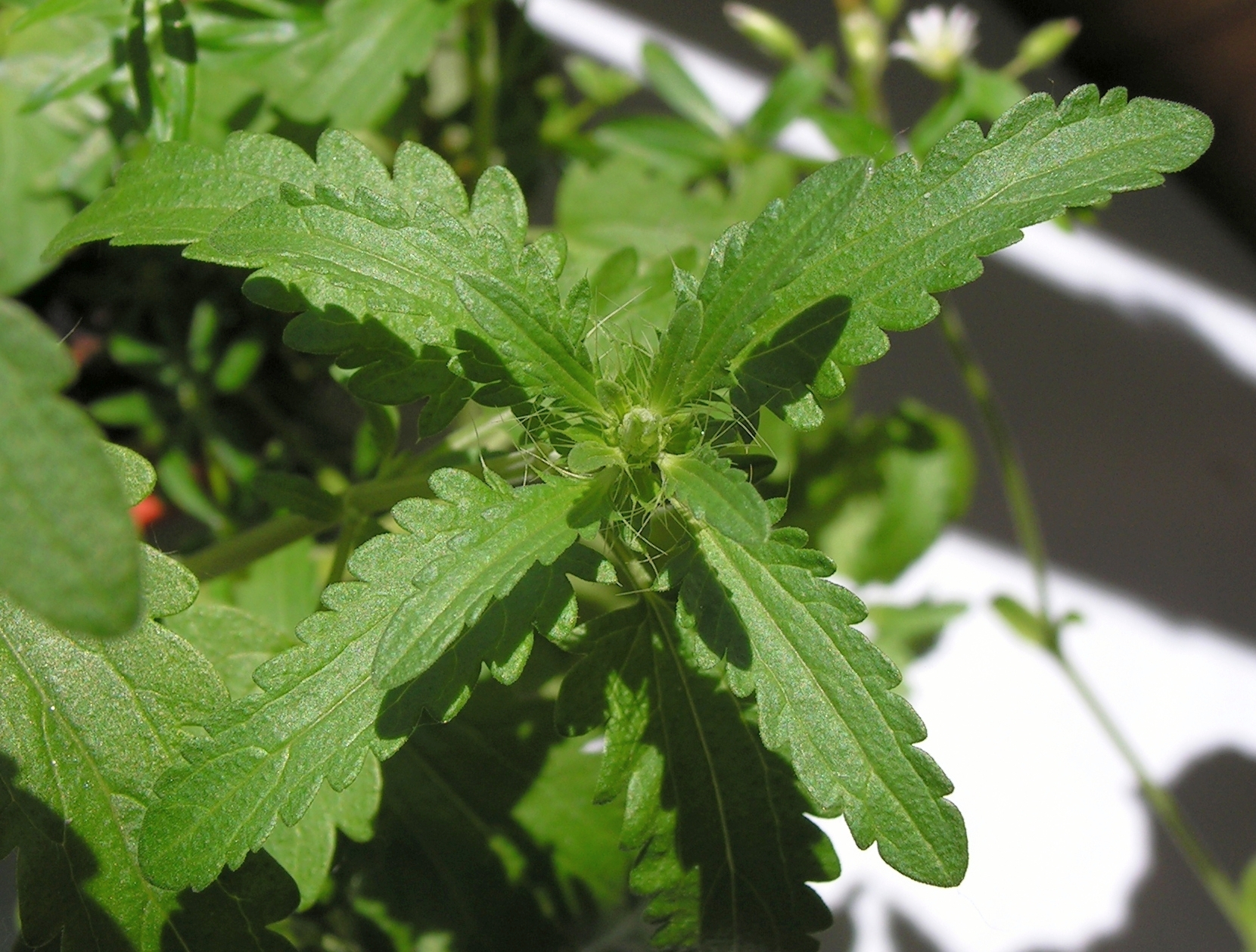
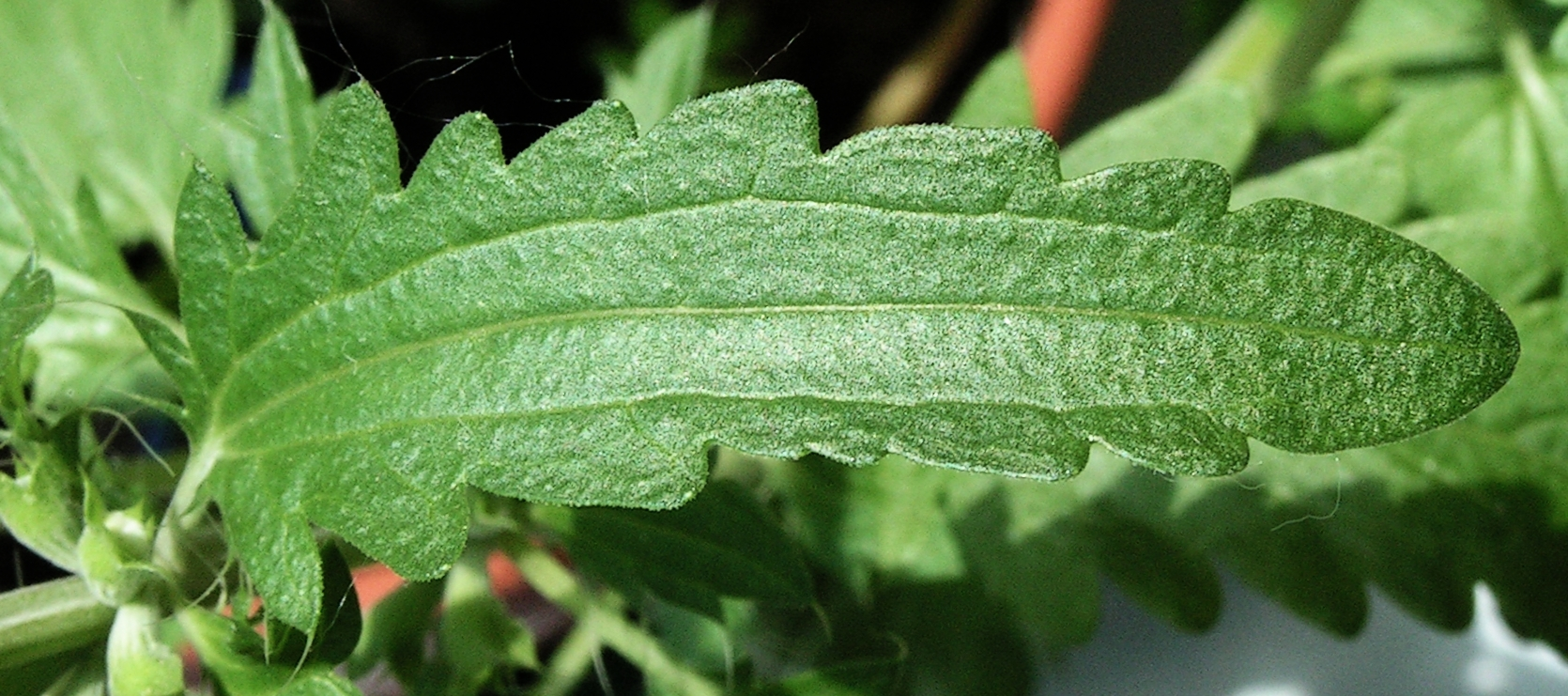
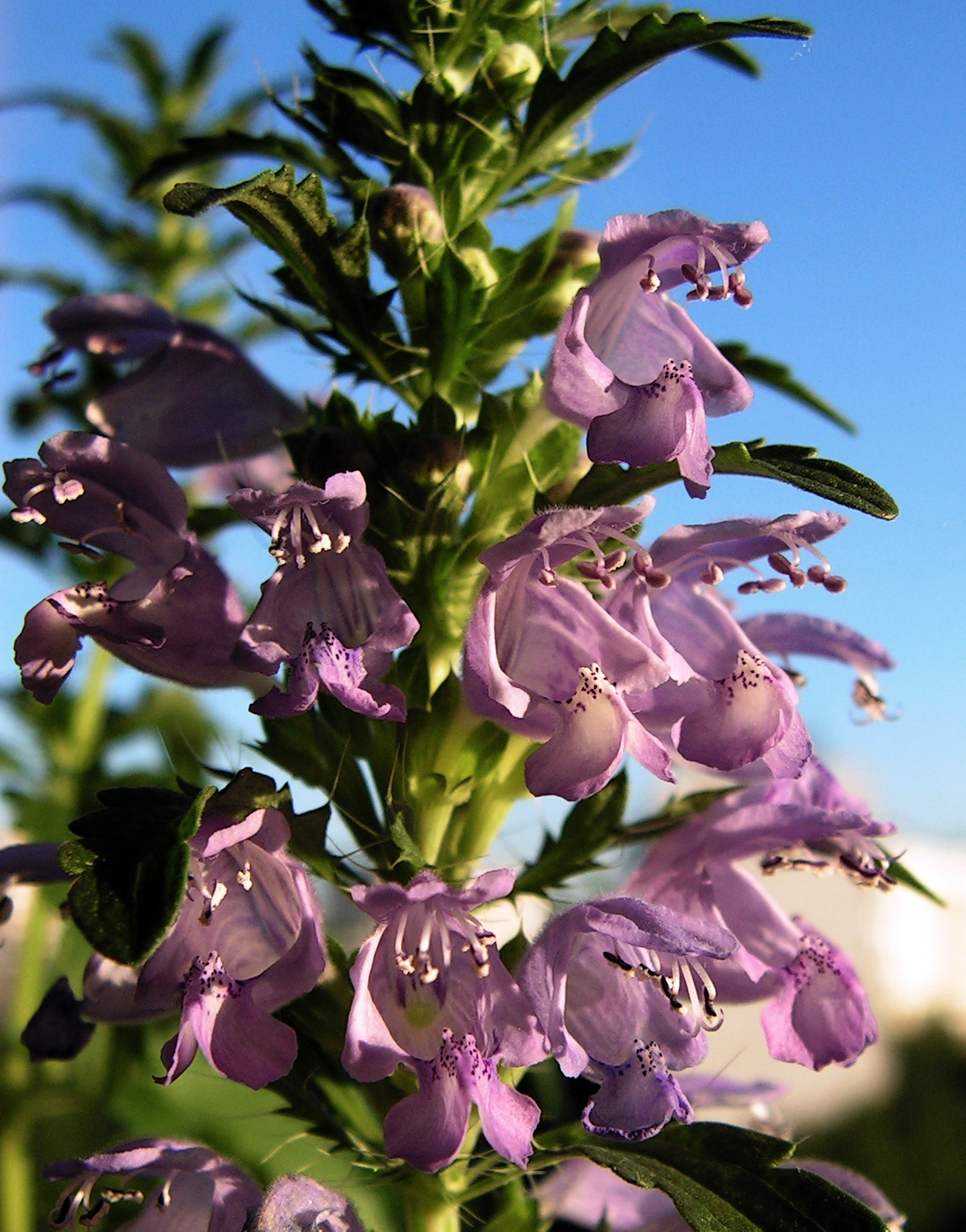